# 弗拉基米尔·戈卢别夫
弗拉基米尔·瓦西里耶维奇·戈卢别夫（俄語：Владимир Васильевич Голубев，1884年12月3日—1954年12月4日），苏联数学家。苏联科学院通讯院士。工程兵少将。

## 生平
1884年生于莫斯科省謝爾吉耶夫鎮。1903年毕业于莫斯科第一中学。1908年毕业于莫斯科大学物理与数学系，1916年获純粹數學副博士学位。1921年至1922年任萨拉托夫大学校长。1932年起在茹科夫斯基空军研究院工作，曾任莫斯科国立大学力学与数学系主任。主要研究复变解析函数论和微分方程的解析理论。出版有《微分方程解析理论讲义》《单值解析函数·自同构函数》等专著。
1934年当选苏联科学院通讯院士。1942年获功勋科技工作者称号。1944年获工程兵少将军衔。1954年12月4日逝世，终年70岁。葬于新圣女公墓。

## 中文译本
- 戈鲁别夫 (编). . 由路见可、齐民友翻译. 上海: 高等教育出版社. 1956年10月.